# 파파 아 토다 마드레
《파파 아 토다 마드레》(스페인어: Papá a toda madre)은 2017년 방영된 멕시코의 텔레노벨라이다.